# Деренів
Де́ренів — заповідне урочище місцевого значення в Україні. Розташоване в межах Мукачівського району Закарпатської області, між селами Вільховиця і Брестів. 
Площа 300 га. Статус присвоєно згідно з рішенням обласної ради від 07.03.1990 року № 55. Перебуває у віданні ДП «Мукачівське ЛГ» (Чинадіївське лісництво, кв. 24, 29). 
Статус присвоєно з метою збереження частини лісового масиву з природними високопродуктивними насадженнями дуба скельного і бука.

## Галерея

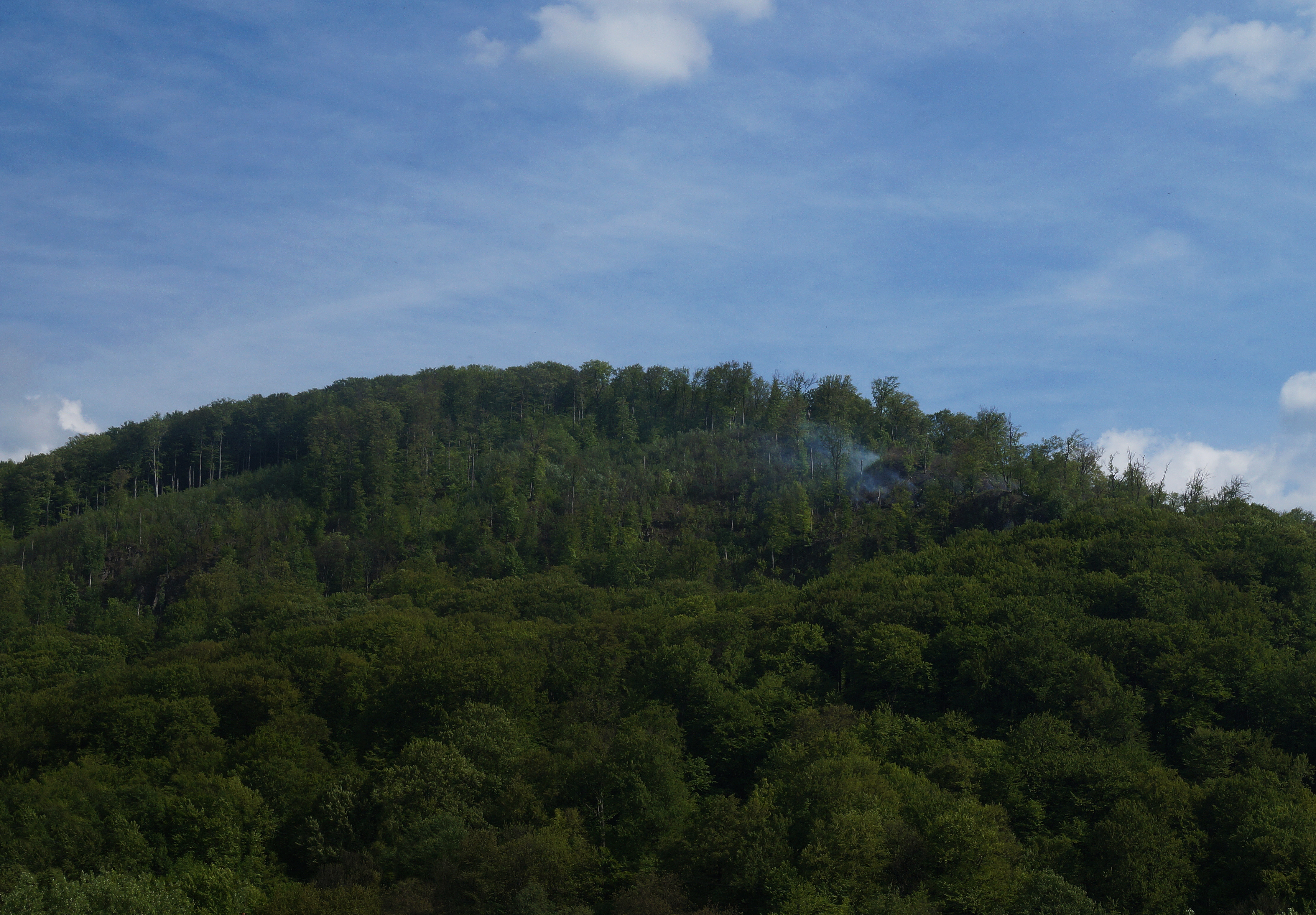
Вершина гори у заповіднику
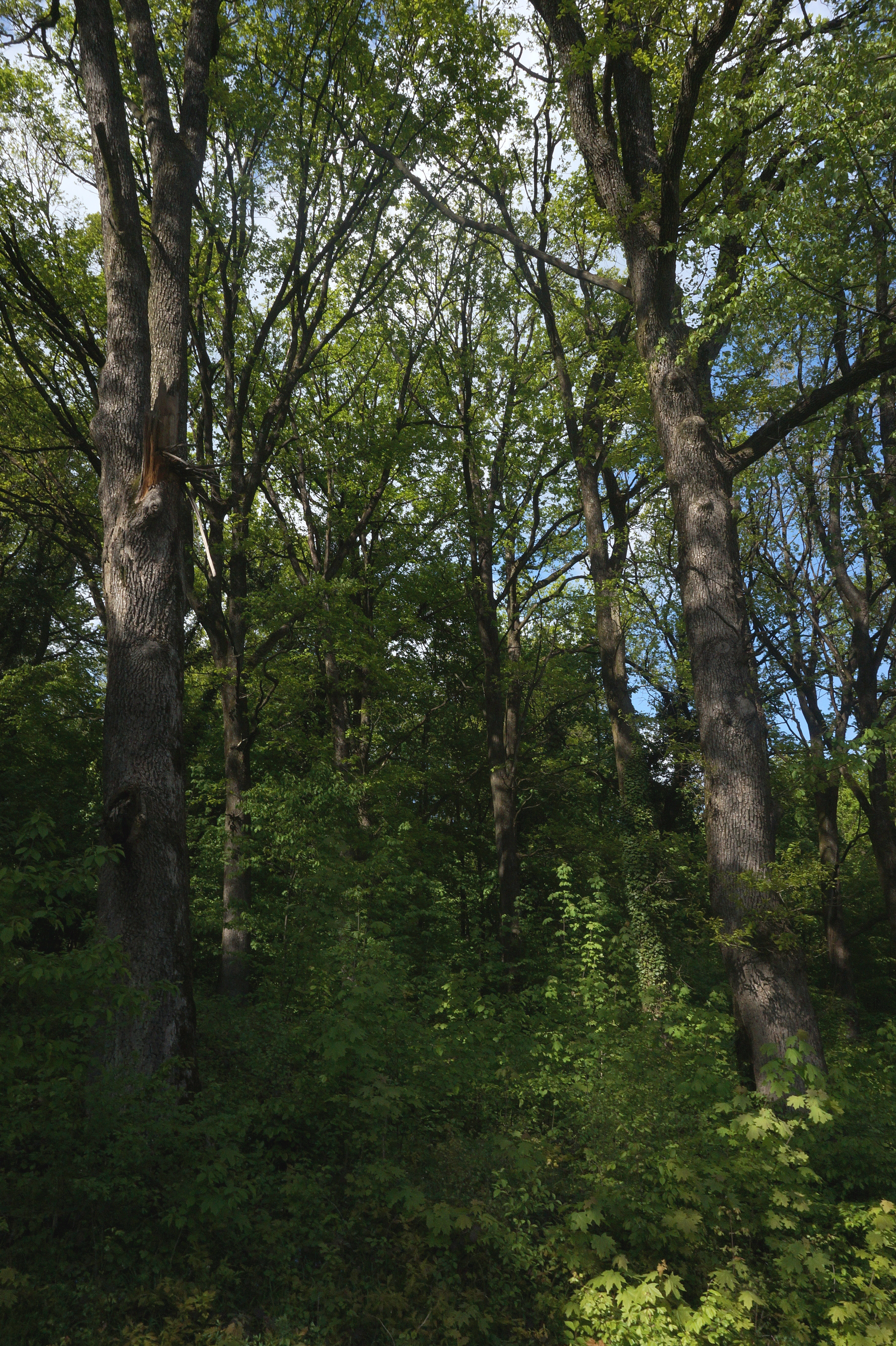
Ліс у заповіднику
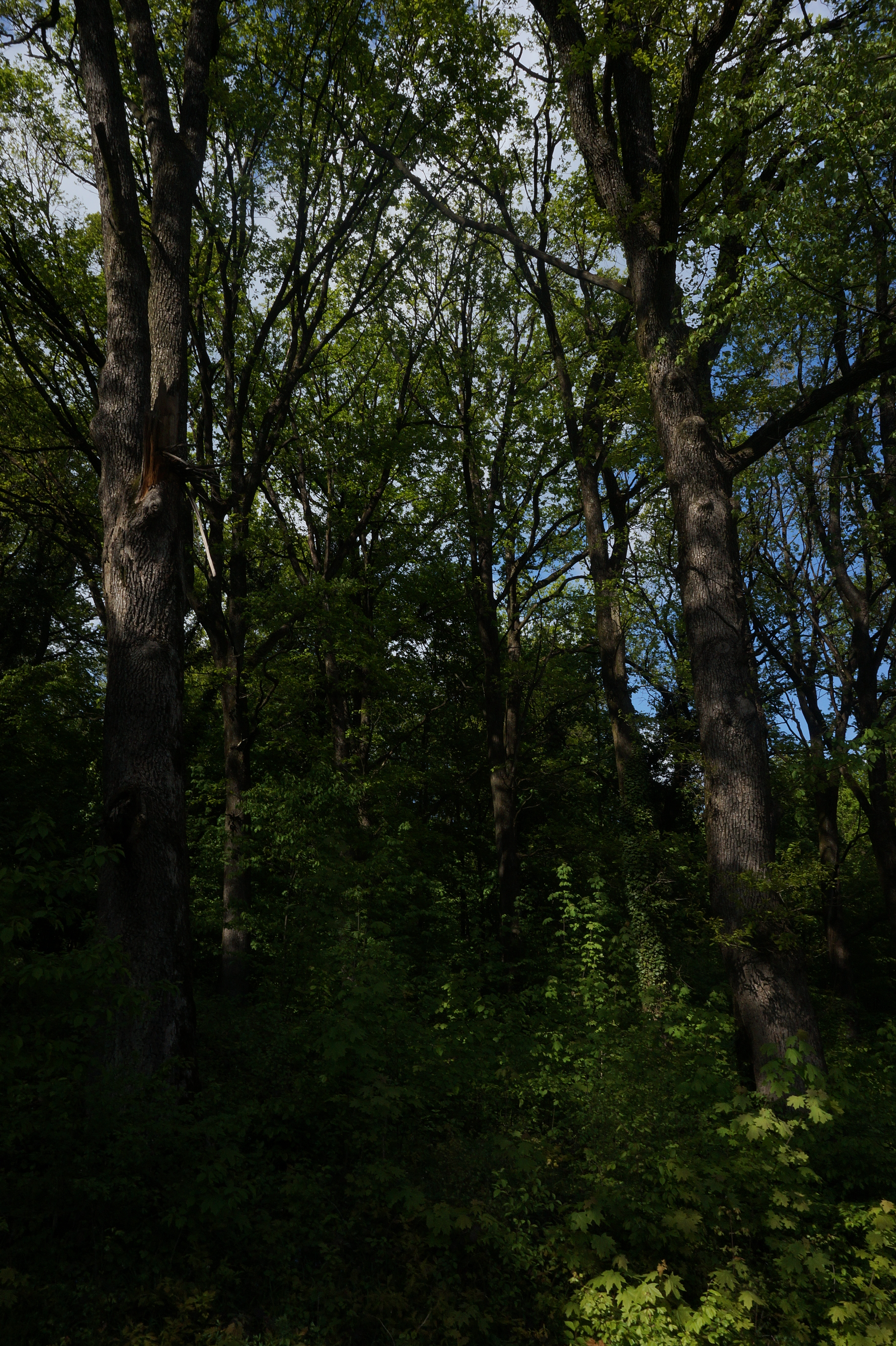
Ліс у заповіднику
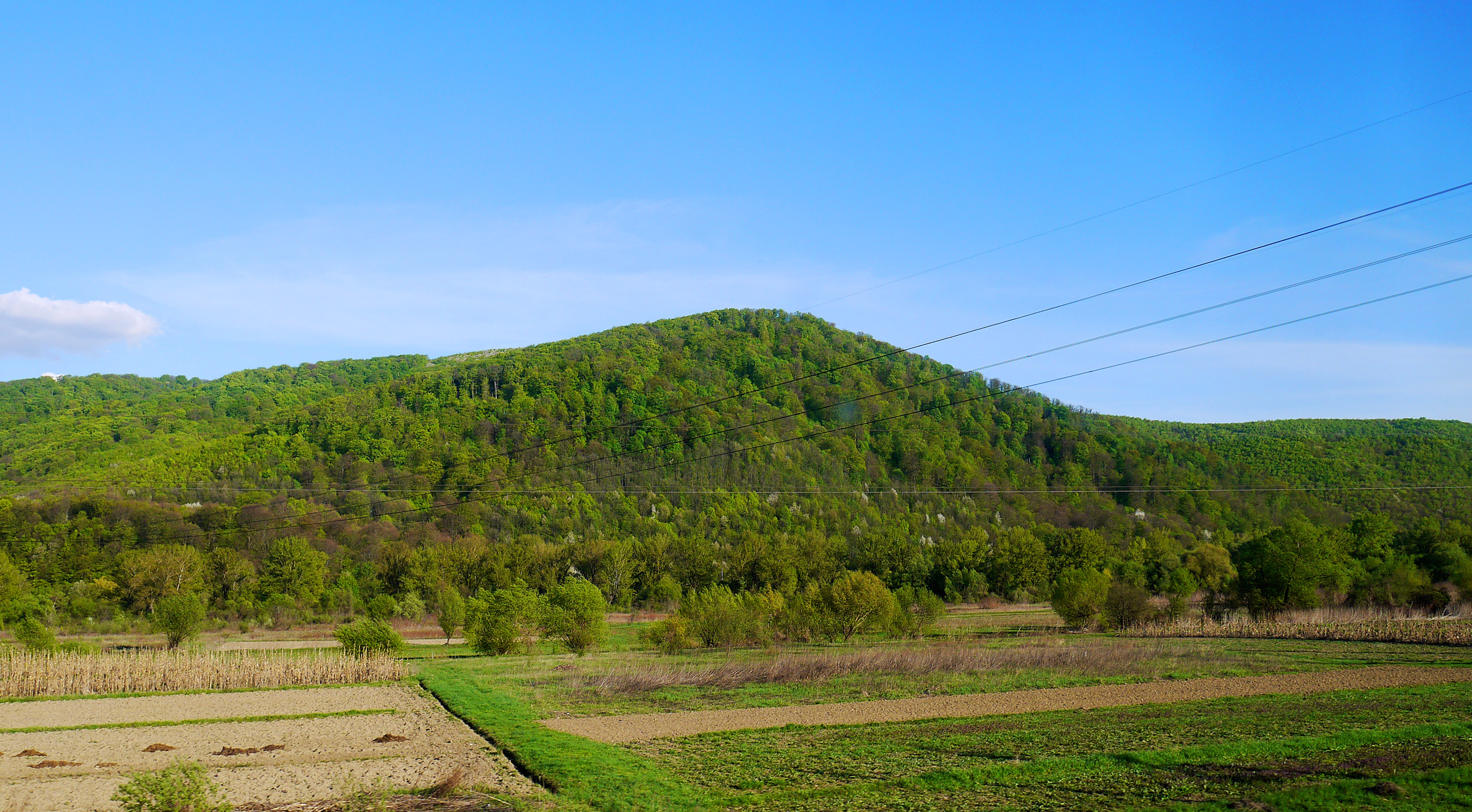
Гора в урочищі
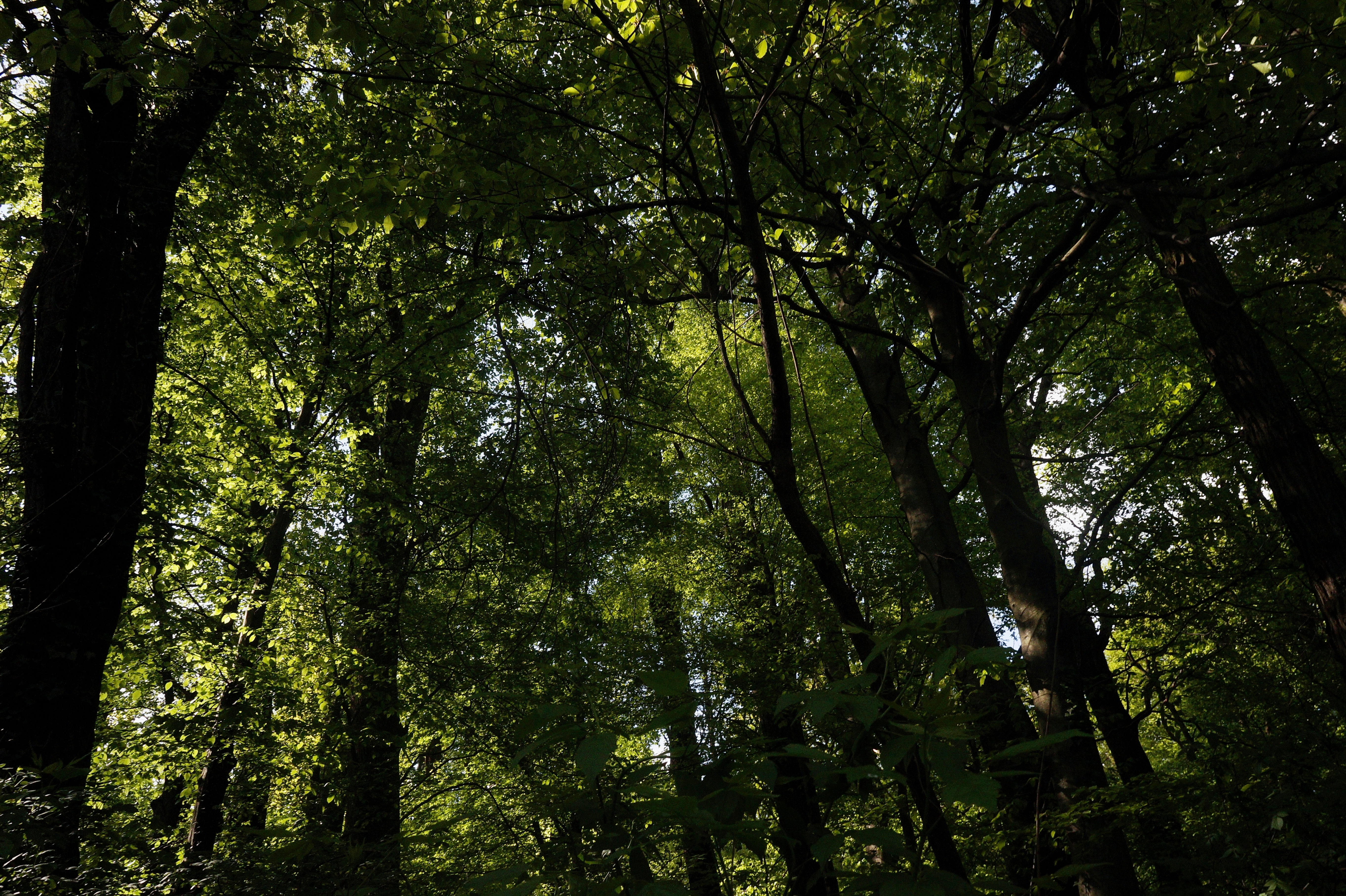
Ліс у заповіднику